# Najlepszy mały burdelik w Teksasie
Najlepszy mały burdelik w Teksasie – amerykański musical z 1982 roku na podstawie musicalu Larry’ego Kinga i Petera Mastersona oraz artykułu prasowego Larry’ego Kinga.

## Fabuła
Mona Stangley jest właścicielką domu publicznego. Przetrwał czasy Wielkiego Kryzysu, kilku szeryfów i gościł wielu ważnych prominentów. Ale te czasy mogą się skończyć. Wszystko za sprawą telewizyjnego kaznodziei - Melvina Thorpe’a. Postanawia on wziąć pod lupę niemoralną i sprzeczną z prawem działalność burdeliku...

## Główne role
- Burt Reynolds – Szeryf Ed Earl Dodd
- Dolly Parton – Mona Stangley
- Dominick DeLuise – Melvin P. Thorpe
- Charles Durning – Gubernator
- Jim Nabors – Zastępca szeryfa Fred
- Robert Mandan – Senator Charles Wingwood
- Lois Nettleton – Dulcie Mae
- Theresa Merritt – Jewel
- Noah Beery Jr. – Edsel
- Barry Corbin – C.J.

i inni

## Nagrody i nominacje
Oscary za rok 1982
- Najlepszy aktor drugoplanowy – Charles Durning (nominacja)

Złote Globy 1982
- Najlepsza komedia lub musical
- Najlepsza aktorka w komedii lub musicalu – Dolly Parton (nominacja)